# ويست سايد اكستريم ريسلينج
ويست سايد اكستريم ريسلينج (wXw) هو اتحاد مصارعة محترفين ألماني مقره في أوبرهاوزن، ألمانيا. يعتبر اتحاد wXw واحدة من أفضل اتحادات المصارعة المحترفة في ألمانيا وفي العالم ايضاً، وقد عقدت معظم فعالياتها في منطقة الرور، في أوبرهاوزن. منذ عام 2013، تقوم wXw بجولات منتظمة في انحاء ألمانيا، مضيفة توقف الجولات السياحية حتى خارج البلاد، على سبيل المثال في سويسرا.

## التاريخ
تأسست شركة ويست سايد اكستريم ريسلينج في 24 ديسمبر 2000، على يد بيتر ويتشرز، المصارع المحترف الذي يحمل نفس الاسم الحلبة. أصبحت wXw واحدة من أبرز اتحادات المصارعة المحترفة في ألمانيا، إلى جانب الاتحاد الأوروبي للمصارعة الذي يقع في هانوفر واتحاد
جريمان ستامبيد ريسلينج GSW الذي يقع مقره في Sauerland
في عام 2016، وأصبح wXw أول اتحاد مصارعة ألماني يمتلك شبكته الخاصة علي غرار شبكة دبليو دبليو أي، وتم تسمية الشبكة wXwNOW. 

## دبليو اكس دبليو ناو
دبليو اكس دبليو ناو والتي تعني دبليو اكس دبليو الاّن هي خدمة بث فيديو تعتمد على الاشتراك مملوكة من قبل اتحاد مصارعة المحترفين الألماني ويست سايد اكستريم ريسلينج (wXw). في عام 2016، أعلنت wXw عن اطلاق شبكة "wXwNOW"، وهو موقع عالمي جديد للبث لأحداث الاتحاد. يتم بث جميع أحداث wXw الرئيسية مباشرة على الخدمة، والتي تتميز أيضًا بمباريات من أرشيف الاتحاد، والتي يرجع تاريخها إلى عام 2002. تعمل شبكة wXwNOW على نحو مماثل لشبكة دبليو دبليو اي. سعر الاشتراك الشهري الحالي في الخدمة 9.99 €. 

## الشراكات المختلفة
منذ إنشائها، طورت wXw علاقات عمل مع العديد من اتحادات المصارعة الأمريكية بما في ذلك تشيكارا وبرو ريسلينج جوريلا (PWG) وبايوند ريسلينج وكومبات زون ريسلينج (CZW) وايفولف والعديد من الاتحادات اليابانية بما في ذلك دراجون غيت وبرو ريسلينج نوا ودراماتيك دريم تيم (DDT) وبيج جابان برو ريسلينج. من خلال علاقة العمل مع wXw ، تتميز بطولة اتحاد بيج جابان برو ريسلينج Strong Heavyweight بشعارات اتحادي CZW و wXw. حافظت wXw أيضًا على علاقاتها مع العديد من اتحادات المصارعة الأوروبية، بما في ذلك اتحادات المصارعة البريطانية انترناشونال برو ريسلينج: يوناتيد كينجدوم وبريستون سيتي ريسلينج وأول ستار ريسلينج وبروجريس ريسلينج. 
نظمت wXw العديد من الفعاليات المتداخلة ، بما في ذلك  عرض Gorefest - European King of of Death Matches 2006 الذي عقد في المملكة المتحدة، وهو حدث يركز على مباريات الهاردكور تم الترويج له بالاشتراك مع اتحاد اكس-سبورتس: ريسلينج. تضمنت بطولة Gorefest الثانية، التي عقدت في عام 2009، مباراة اللقب بين دريك يونغر وديفون مور علي بطولة CZW للوزن الثقيل.
شارك الحدث ديد اند VIII لعام 2008 في اتحاد برو ريسلينج نوا ومقره في اليابان وشارك فيه مصارعيه مثل كينتا وغو سوزوكي وتاكاشي سوجيورا وكينتا كوباشي. شارك في فعاليات 2009، اوبن سبين جيت  اوبن جيرماني جيت في برشلونة، إسبانيا وأوبرهاوزن، ألمانيا، على التوالي، وتم الترويج لها بالاشتراك مع اتحاد دراجون غيت الياباني.
في 13 مارس 2010، عقدت wXw أول حدث لها في الولايات المتحدة الأمريكية،  The Vision وقد حضره جمهور من أكثر من 450 في قاعة 2300 ارينا في فيلادلفيا ، بنسلفانيا. تميز الحدث أيضًا مباراة لأحد ألقاب CZW ، بطولة CZW الترافويلنت اندرجراوند، إلى جانب عداء wXw الشهير بين ثيمباتيك جاك Thumbtack Jack ودريك يونجر.
في 24 تموز (يوليو) 2014، أعلنت wXw عن شراكة مع اتحاد جيف جاريت للمصارعة العالمية التي انتهت في 2017 بسبب انتهاء GFW واغلاقها.
في 18 يوليو 2015، أعلنت نيو جابان برو ريسلينج عن وجود توقيع علاقة عمل مع wXw كجزء من خطط التوسع الدولية New Japan التي انتهت في عام 2016 بسبب العمل مع wXw على الكثير من العروض الترويجية وعدم وجود أي أحداث متعاونة، وليس في أحداث NJPW في أوروبا، عدم وجود ألقاب wXw يتم الدفاع عنها في أحداث NJPW وعدم تبادل المواهب.
في 2 يوليو 2018، أعلنت wXw عن علاقة عمل مع WWNLive ، حيث أصبحت wXw شريكًا رسميًا لمركز تدريب WWN. في وقت لاحق من ذلك العام في 1 أكتوبر، تم الإعلان عن علاقة مع WWE. 

## دوري بطولة 16 قيراط الذهب
دوري بطولة 16 قيراط الذهب هي بطولة بقانون خروج المغلوب تقام سنويا في اتحاد wXw. اقيمت البطولة في wXw في عام 2006 وتقام كل عام منذ ذلك الحين.
| عام  | الفائز          | المرجع |
| ---- | --------------- | ------ |
| 2006 | بارون فون هاغن  | [ 18 ] |
| 2007 | كريس هيرو       |        |
| 2008 | باد بونز        |        |
| 2009 | شينغو           |        |
| 2010 | والتر           |        |
| 2011 | سامي كالهان     |        |
| 2012 | جينيريكو        |        |
| 2013 | تومي ايند       |        |
| 2014 | كريس هيرو       |        |
| 2015 | تومي ايند       |        |
| 2016 | زاك صابر جونيور | [ 19 ] |
| 2017 | إيلجا دراغونوف  | [ 20 ] |
| 2018 | اندي ابسوليت    | [ 21 ] |
| 2019 | لاكي كيد        |        |

## البطولات

### نشيط
| اسم بطولة                         | البطل الحالي                               | عدد مرات حمل اللقب | تاريخ الفوز     | عدد الأيام | الموقع              | ملاحظات |
| --------------------------------- | ------------------------------------------ | ------------------ | --------------- | ---------- | ------------------- | --- |
| بطولة wXw العالم الموحدة للمصارعة | بوبي جانز                                  | 1                  | مارس 9, 2019    | 2205 +     | أوبرهاوزن ، ألمانيا | هزم اندي ابسوليت في 16 قيراط الذهب 2019 - يوم 2                                                                       |
| بطولة wXw العالم للفرق            | فريق ايشيو اوبين (كايل فليتشر ومارك ديفيس) | 1                  | مارس 9, 2019    | 2205 +     | أوبرهاوزن ، ألمانيا | هزم فريق رايز (إيفان كييف وبيت باونسر) وجاي إف كيه (فرانسيس كاسبين وجاي سكيليت) في 16 قيراط الذهب 2019 - اليوم الثاني |
| بطولة wxw شوتجان                  | إميل سيتوكي                                | 2                  | مارس 30, 2019   | 2184 +     | فرانكفورت، ألمانيا  | هزم ماركوس اللاني في عرض wXw 16 قيراط ريفينج                                                                          |
| بطولة wXw للسيدات                 | توني ستورم                                 | 2                  | نوفمبر 17, 2018 | 2317 +     | أوبرهاوزن ، ألمانيا | هزمت ميلاني جراي في عرض بروكين رولز 2018                                                                              |

### بطولات غير نشط
| اسم بطولة                     | البطل النهائي    | تاريخ الفوز   | موقعك               | ملاحظات |
| ----------------------------- | ---------------- | ------------- | ------------------- | --- |
| wXw بطولة العالم للوزن الخفيف | زاك سابير جونيور | يونيو 5, 2010 | أوبرهاوزن ، ألمانيا | هزم ستيف دوغلاس في عرض ديد ايند اكس لتوحيد لقب الوزن الخفيف مع لقب الوزن الثقيل لإنشاء بطولة دبليو اكس دبليو العالم للمصارعة الموحدة |
| بطولة wXw الهاردكور           | نيكرو بوتشر      | أغسطس 1, 2006 | بلينفيلد، إنديانا   | هزم إيان روتن وجي سي بيلي في مباراة تهديد ثلاثي علي البطولة في مباراة تكساس ديث ماتش في اتحاد IWA-MS في عرض ابريل بلودشاور، 2006     |

## قاعة مشاهير wXw
قاعة wXw مشاهير هي قاعة مشاهير لاتحاد مصارعة المحترفين الألماني التي مقرها أوبرهاوزن المستندة إلى لاتحاد ويست سايد اكستريم ريسلينج (wXw). تأسست في عام 2005  لتكريم المصارعين الذين صارعوا لحساب الاتحاد.
الاعضاء
| الترتيب | عام  | اسم الحلبة (اسم الميلاد)             | ملاحظات |
| ------- | ---- | ------------------------------------ | --- |
| 1       | 2005 | ماد كاو (Sander Rijnders)            | فاز ببطولة wXw العالم للوزن الثقيل (مرة واحدة) وبطولة wXw الهاردكور (3 مرات)                                                                |
| 2       | 2009 | بارون فون هاجين (Torben Borzek)      | فاز ببطولة wXw للفرق (مرتين) |
| 3       | 2010 | هايت (Peter Wiechers)                | فاز ببطولة wXw الهاردكور (9 مرات) وبطولة wXw العالم للفرق (2 مرات)، المؤسس والمالك السابق لـ wXw.                                           |
| 4       | 2010 | سيج ماستا روبو (Pascal Signer)       | فاز ببطولة wXw الهاردكور (4 مرات)، وبطولة wXw العالم للفرق (2 مرات)                                                                         |
| 5       | 2010 | ثيمباتيك جاك (Alexander Bedranowsky) | فاز ببطولة wXw الهاردكور (مرة واحدة) |
| 6       | 2011 | Marc Weingartner                     | مصور ringside منذ فترة طويلة. |
| 7       | 2011 | اليكس باين (Alexander Pohl)          | فاز ببطولة wXw العالم للوزن الثقيل (مرة واحدة) وبطولة wXw الهاردكور (مرة واحدة) وبطولة wXw العالم للفرق (مرة واحدة)                         |
| 8       | 2012 | ايس مان (Isaac Harrop)               | فاز ببطولة wXw الهاردكور (مرة واحدة) بطورة wXw العالم للفرق (مرة واحدة)                                                                     |
| 9       | 2015 | ستيف دوغلاس (Steffen Leichsenring)   | فاز ببطولة wXw العالم للوزن الخفيف (مرة واحدة) وبطولة wXw العالم للفرق (3 مرات) وبطولة wXw العالم للوزن الثقيل                              |
| 10      | 2015 | اس ار (Marco Jaggi)                  | فاز ببطولة wXw العالم للوزن الثقيل (مرتين) وبطولة wXw العالم للفرق (3 مرات) ويحمل رقمًا قياسيًا مع 603 يومًا من زمن بطولة العالم للوزن الثقيل. |
| 11      | 2017 | كريستين بيك                          | |
| 12      | 2018 | دوغ واليامز                          | فاز ببطولة wXw العالم للفرق (مرة واحدة) |

## أكاديمية wXw
في عام 2016، افتتحت wXw أول أكاديمية المصارعة الألمانية مع جدول زمني لمدة سبعة أيام في إيسن.  إن تدريب wXw Academy مفتوح للأعضاء وللضيوف الذين يمكنهم أيضًا حجز إقامة في شقة مجاورة للأكاديمية. مع «الكشفية للجيل القادم»، قدمت أكاديمية wXw سلسلة من الأحداث الشهرية في عام 2015 والتي توفر للمتدربين في الأكاديمية فرصة لمصارعة أمام جمهور.

## روابط خارجية
- الموقع الرسمي
 (بالألمانية)

- wxwNOW (شبكة المصارعة الألمانية)
- ماي سبيس الرسمية
- Westside إكستريم المصارعة في عالم الإنترنت من المصارعة
- Westside إكستريم المصارعة في المصارعة، العناوين